# Großenbaum

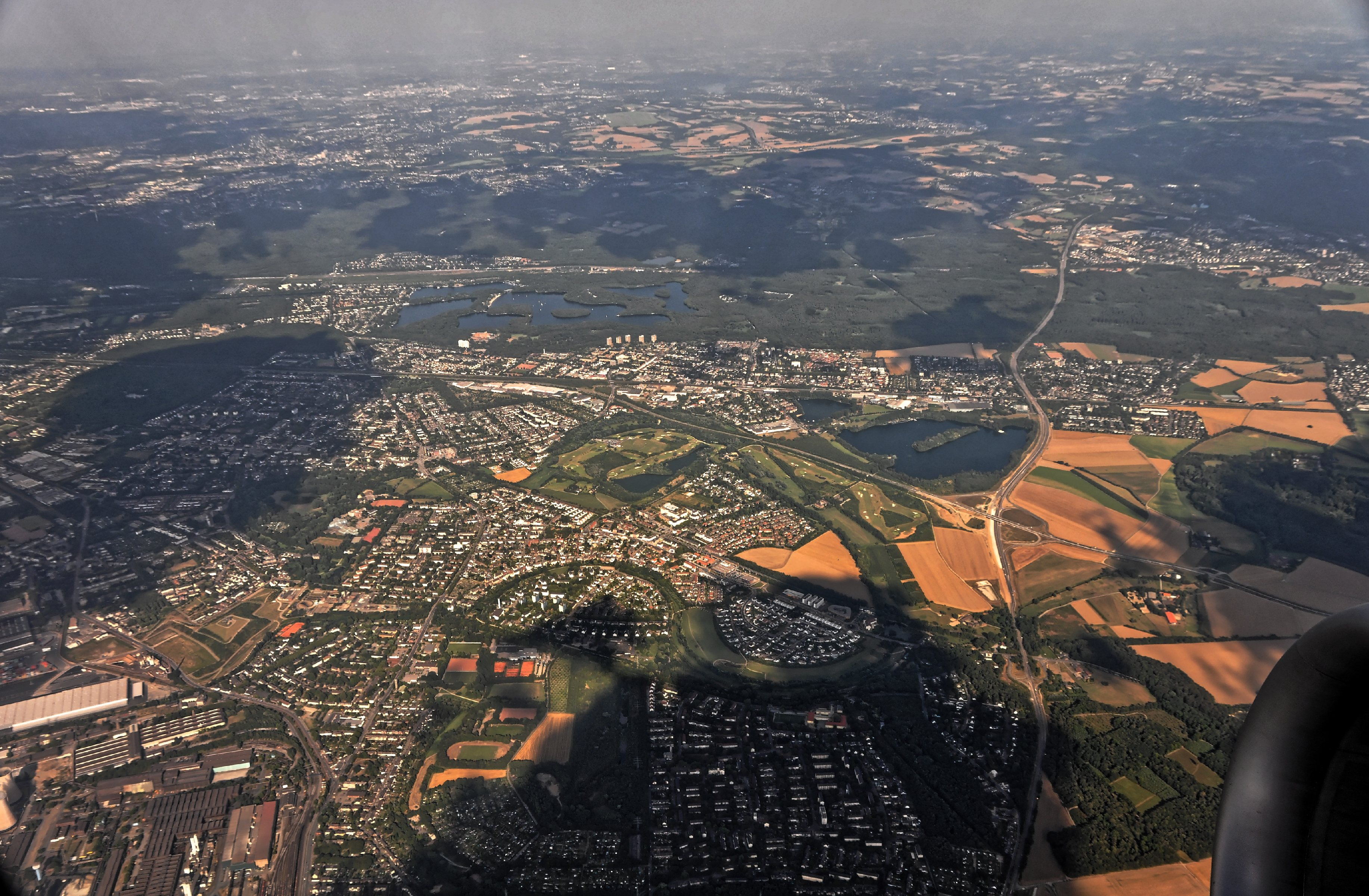
Großenbaum von oben

Großenbaum ist ein Stadtteil von Duisburg im Stadtbezirk Duisburg-Süd. Er hat 10.109 Einwohner (Stand: 31. Dezember 2023).

## Geschichte
Die Entstehung fällt in die Zeit der mittelalterlichen Agraransiedlungen. Ursprünglich war das gesamte Gebiet des heutigen Großenbaums mit Wald bedeckt. Es gehörte zum Amt Angermund und war ein Teil des Huckinger Gemarkenwalds, der sogenannten Grindsmark, deren östlicher Teil heute noch besteht. Als erste Siedler sind hier die Eheleute Jan und Bede Meypels dokumentiert. In der Nähe der Straße nach Saarn bauten sie hier im Jahre 1532 an dem großen Baum ihr Wohnhaus. Bei diesem Großen Baum handelte es sich um den Schlagbaum einer bergischen Zollstelle. Die hier verlaufende Landwehr schützte damals die Nordgrenze des Herzogtums Berg gegen das Herzogtum Kleve. Die Zollstelle befand sich in der Nähe des heutigen Bahnhofs Duisburg-Großenbaum der alten Cöln-Mindener Eisenbahn.
Bis zur Eingemeindung nach Duisburg im Jahre 1929 gehörte der Ort zur Bürgermeisterei Angermund im Landkreis Düsseldorf. Die Bevölkerungszahlen blieben in den letzten Jahren nahezu konstant.
| 1950  | 2000   | 2001   | 2002   | 2003   | 2004   | 2005   | 2006   | 2007   | 2008   | 2009   | 2010   | 2011   | 2012   | 2013   | 2014   | 2015   | 2016   | 2017  | 2020   | 2022   | 2023   |
| ----- | ------ | ------ | ------ | ------ | ------ | ------ | ------ | ------ | ------ | ------ | ------ | ------ | ------ | ------ | ------ | ------ | ------ | ----- | ------ | ------ | ------ |
| 6.263 | 11.651 | 11.169 | 11.048 | 10.938 | 10.881 | 10.405 | 10.213 | 10.122 | 10.072 | 10.106 | 10.145 | 10.100 | 10.157 | 10.092 | 10.078 | 10.109 | 10.074 | 9.986 | 10.004 | 10.127 | 10.109 |

## Gegenwart
Heute existieren unterschiedliche Wohngegenden. Ältere und neue Reihenhaussiedlungen wechseln sich mit größeren Wohnsiedlungen und einigen Hochhäusern ab. An der Hauptstraße, entlang welcher sich der Ort auf einer Länge von etwa 1500 m zieht, befindet sich die katholische Pfarrkirche St. Franziskus. Besondere Ereignisse des Stadtteils sind das Schützenfest und das Schlagbaumfest.
Großenbaum ist Abteilungsstandort der Fachhochschule für öffentliche Verwaltung des Landes NRW und hat zudem zwei Grundschulen, die Fliedner-Akademie für Management, eine Förderschule mit dem Schwerpunkt emotionale und soziale Entwicklung sowie eine Gesamtschule.
In Großenbaum befinden sich das Kinderdorf Rotdornstraße sowie 2 Altenpflegeheime (eines zum Klinikum Duisburg, eines zur Diakonie gehörig).

## Wirtschaft

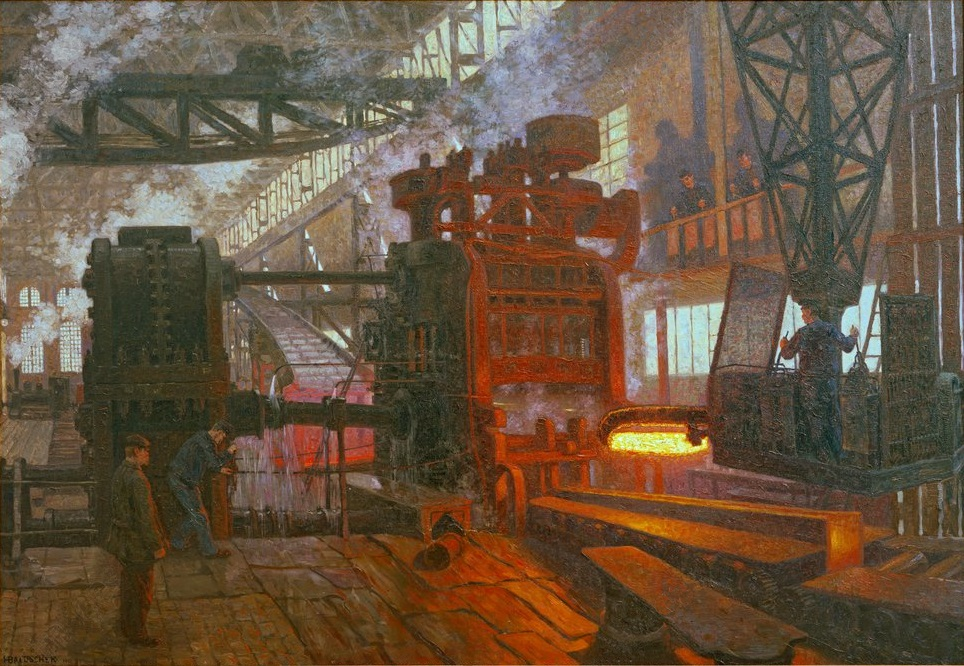
Hans Baluschek: Eisenwalzwerk Hahn’sche Werke in Grossenbaum bei Duisburg (1910)

1890 siedelte der Unternehmer Albert Hahn ein Stahlwalzwerk in Großenbaum an, nachdem er im Vorjahr ein Grundstück westlich der Bahngleise erworben hatte. Zunächst wurden 150 Arbeiter beschäftigt. Die Monatsproduktion lag zunächst bei 2.000 Tonnen Stahlfertigerzeugnissen. 1896 wurden die Albert-Hahn-Röhrenwerke in eine Aktiengesellschaft mit dem Namen Hahnsche Werke AG, umbenannt. Das Unternehmen expandierte. U.a. wurden ein Rohrschweißwerk und ein Siemens-Martin-Werk gebaut. Es beschäftigte bereits Mitte der 1920er Jahre 3.500 Menschen. Die Hahnschen Werke wurden während der Arisierung in der Zeit des Nationalsozialismus an den Mannesmann-Konzern verkauft und in Stahl- und Walzwerke Großenbaum AG umbenannt, aber nach dem Zweiten Weltkrieg wieder teilweise an die Familie zurückgegeben, wobei Mannesmann 45 % der Firmenanteile behielt. 1958 übernahm Mannesmann den Betrieb komplett. Die Werke, die mittlerweile in Mannesmann AG Hahnsche Werke umbenannt wurden, beschäftigten zu dieser Zeit etwa 2.800 Personen. Im Laufe des Septembers 1966 sollte der erste der beiden Siemens-Martin-Öfen und am 30. November der zweite im Stahlwerk stillgelegt werden. 100 Mitarbeiter wechselten zum Mannesmann-Röhrenwerk nach Duisburg-Huckingen; die bisherige Monatsproduktion von rund 23.000 Tonnen Stahl konnte ohne Schwierigkeiten vom Huckinger Werk übernommen werden. Am 20. Juli 1983 endete die Produktion. Auf dem ehemaligen Firmengelände befindet sich heute ein Gewerbegebiet mit zahlreichen Unternehmen und Geschäften wie Bauhaus AG, Volksfürsorge, McDonald’s, Aqua Technik Umwelt GmbH, BÄKO-Zentrale Nord eG und Media Markt.

## Verkehr

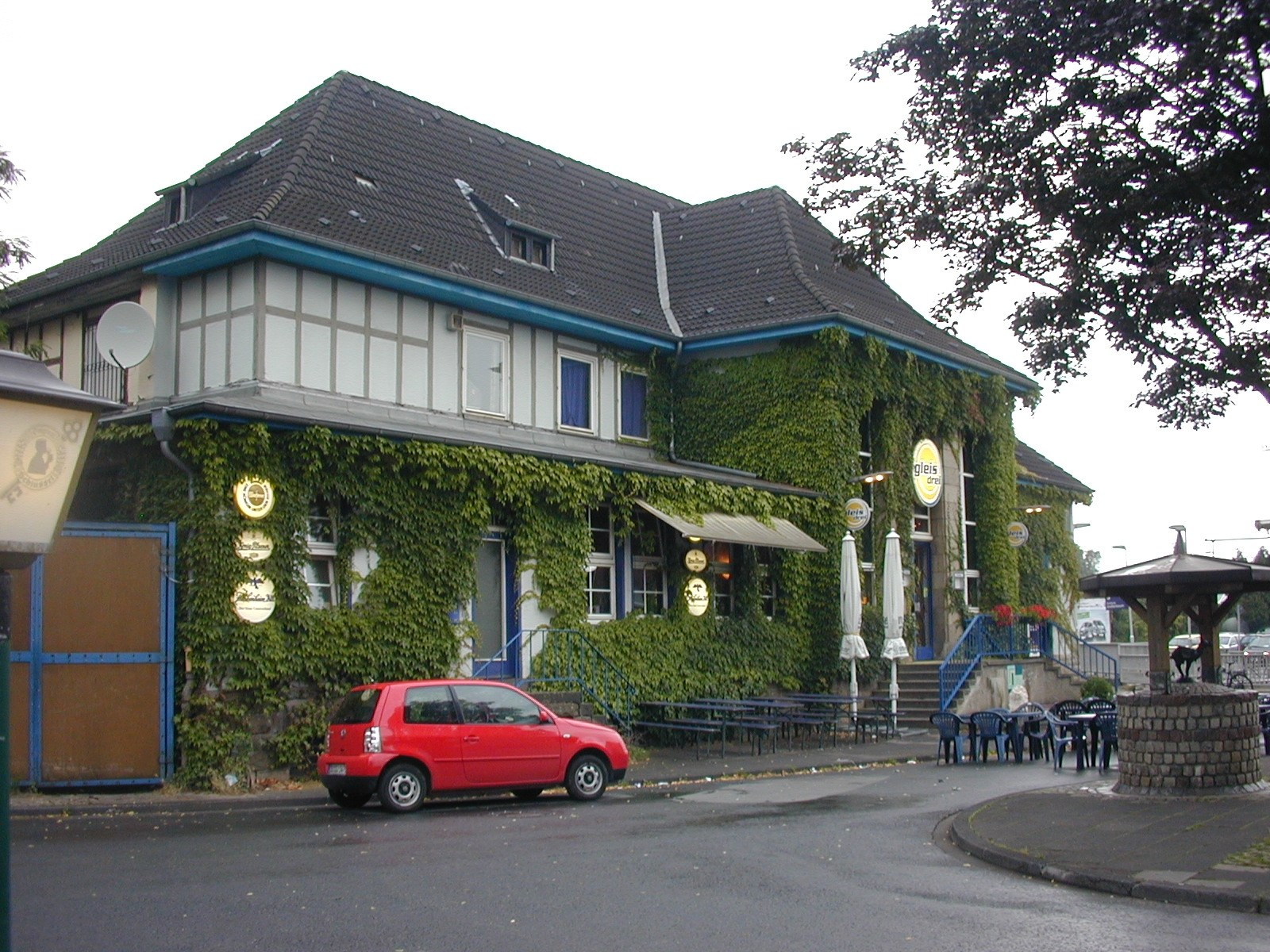
Alter Bahnhof. Derzeitige Nutzung als Musikcafé (gleis drei)

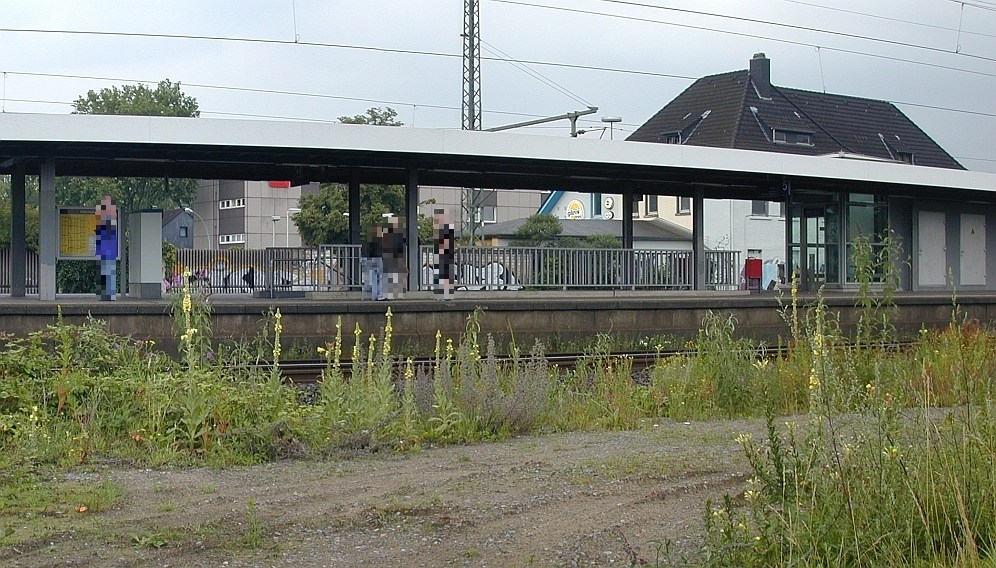
S-Bahn-Haltepunkt

Großenbaum besitzt Autobahnanschluss an die A 59 Duisburg-Dinslaken (AS DU-Großenbaum) sowie an die A 524 (AS Duisburg-Rahm, Zubringer zu A 3 und A 52). Die S-Bahn-Linie S1 zwischen Düsseldorf und Dortmund verkehrt am Tag alle 20 Minuten, abends und am Wochenende alle 30 Minuten sowie nächtlich an den Wochenenden und vor Feiertagen durchgängig stündlich.
| Linie | Verlauf / Anmerkungen | Takt                                                                            |
| ----- | --- | ------------------------------------------------------------------------------- |
| S 1   | Solingen Hbf – SG-Vogelpark – Hilden Süd – Hilden – D-Eller – D-Eller Mitte – D-Oberbilk – D-Volksgarten – Düsseldorf Hbf – D-Wehrhahn – D-Zoo – D-Derendorf – D-Unterrath – D-Flughafen – Angermund – DU-Rahm – DU-Großenbaum – DU-Buchholz – DU-Schlenk – Duisburg Hbf – MH-Styrum – Mülheim (Ruhr) Hbf – E-Frohnhausen – Essen West – Essen Hbf – E-Steele – E-Steele Ost – E-Eiberg – Wattenscheid-Höntrop – BO-Ehrenfeld – Bochum Hbf – BO-Langendreer West – BO-Langendreer – DO-Kley – DO-Oespel – DO-Universität – DO-Dorstfeld Süd – DO-Dorstfeld – Dortmund Hbf Stand: Fahrplanwechsel Dezember 2023 | 30 min 20 min (Solingen–Duisburg wochentags) 15 min (Essen–Dortmund wochentags) |

In Großenbaum verkehren die Buslinien 934 (Großenbaum Bf. – Kaßlerfeld), 940 (Rahm – Hüttenheim), 941 (Großenbaum – Krefeld-Uerdingen) und 946 (Großenbaum – St. Anna-Krankenhaus) der Duisburger Verkehrsgesellschaft (DVG).